# 배트맨 - 돌아온 조커
배트맨 - 돌아온 조커(Batman Beyond: Return Of The Joker)는 미국에서 제작된 커트 게다 감독의 2000년 애니메이션 영화이다. 앨런 버넷 등이 제작에 참여하였다.

## 목소리 출연
- 윌 프리들
- 케빈 콘로이
- 마크 해밀
- 앤지 하먼
- 타라 스트롱
- 딘 스톡웰
- 알린 소킨
- 멀리사 조앤 하트
- 마이클 로젠바움
- 돈 하비
- 헨리 롤린스
- 프랭크 웰커
- 로런 톰
- 레이철 리 쿡
- 테리 가
- 메리 쉬어

## 제작진
- 원작자: 밥 케인
- 원작자: 제리 로빈슨
- 제작팀장: 샤운 맥러플린
- 미술: 시라이시 마코토
- 배역: 레슬리 라머스